# Система прогрева тепловозов маневровых
Система прогрева тепловозов маневровых (СПТМ) — это автономная система прогрева, обеспечивающая поддержание в течение длительного времени предпусковых температур дизельных двигателей маневровых тепловозов и обогрева кабины машиниста при отрицательных температурах окружающего воздуха.

## Назначение

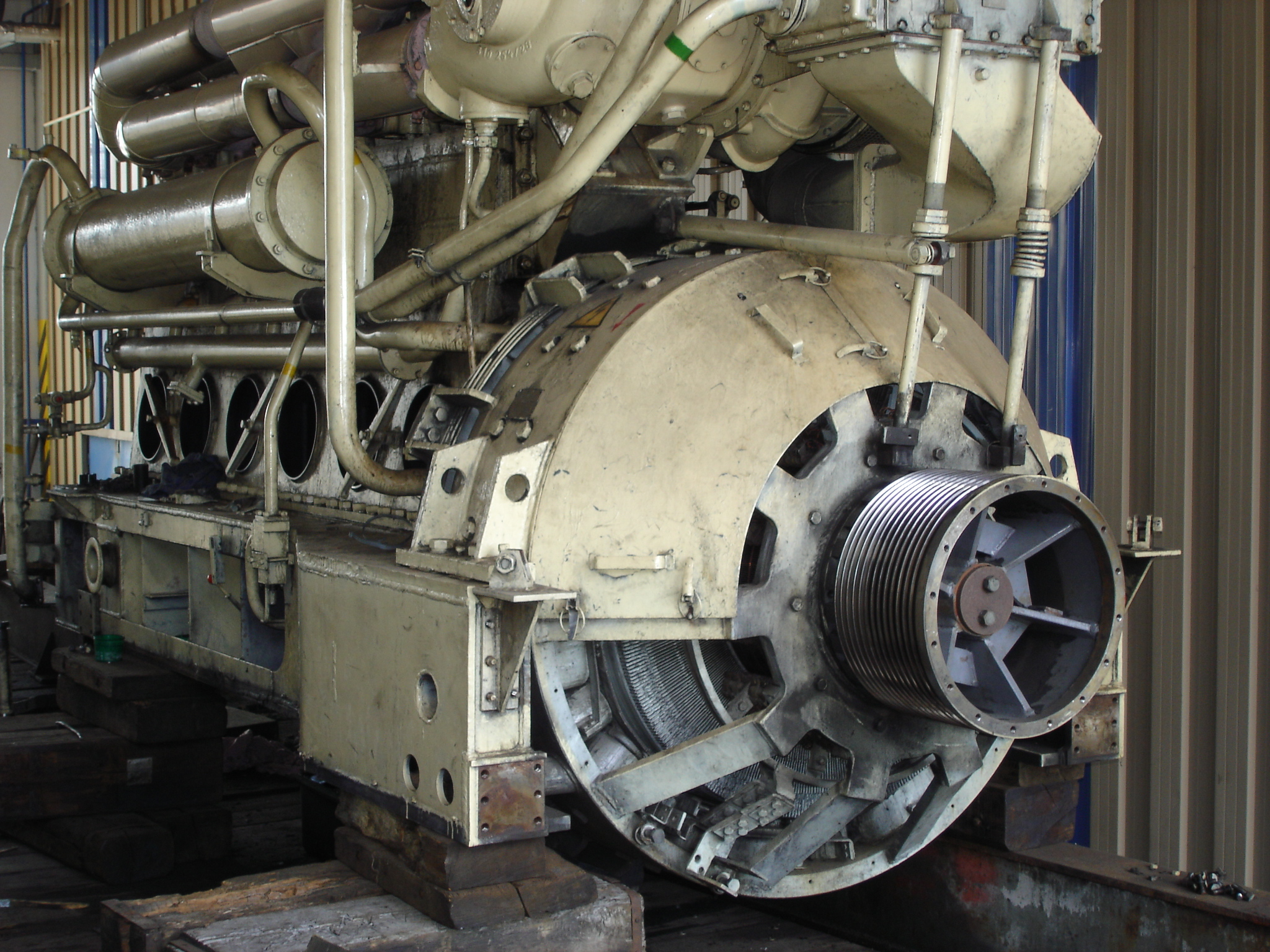
Дизель-генератор тепловоза ЧМЭ3

На 2013 год по данным архивов локомотивостроительных предприятий локомотивный парк Российской Федерации насчитывает порядка 38500 тепловозов различных моделей. Ввиду колоссальных расходов дизельного топлива, масла, и больших выбросов вредных веществ в атмосферу при горячем простое тепловозов, было принято решение о модернизации действующего парка локомотивов системами прогрева на всей сети РЖД.
В ОАО РЖД до Указа президента РФ № 889 от 04.06.2008 г. «О некоторых мерах по повышению энергетической и экологической эффективности Российской экономики», было подписано Распоряжение ОАО РЖД от 11.02.2008 г. № 269р «Об энергетической стратегии ОАО РЖД на период до 2010 года и на перспективу до 2030 года».
Назначение системы прогрева тепловозов маневровых — повышение экономических показателей использования маневровых тепловозов и продление срока их службы. Экономический эффект системы прогрева состоит в обеспечении экономии топлива, моторного масла и увеличения моторесурса двигателей маневровых локомотивов типа за счет исключения работы двигателей во время простоев локомотивов и на холостом ходу.

## Принцип работы

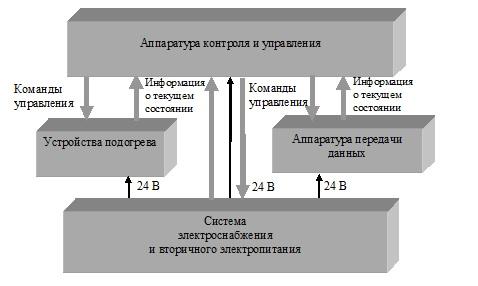
Структурная схема системы

Принцип работы СПТМ основан на подогреве и поддержании предпусковой температуры охлаждающей жидкости и масла дизеля тепловоза на основе анализа информации о температурах окружающей среды и дизеля тепловоза. Для реализации этого принципа в изделии используются устройства и измерительная аппаратура, которые делятся на следующие функциональные группы:
- аппаратура контроля и управления;
- аппаратура передачи данных;
- аппаратура электроснабжения;
- устройства подогрева.

Аппаратура контроля и управления обеспечивает сбор информации о температурах охлаждающей жидкости и масла дизеля, окружающей среды, отсутствии или наличии движения тепловоза, состояниях аппаратуры электроснабжения и вторичного электропитания, а также устройств подогрева, анализа полученной информации с последующим формированием управляющих команд.
Аппаратура передачи данных предназначена для формирования сообщений о состоянии СПТМ и последующей их передачи по беспроводным каналам связи стандарта GSM и по протоколу GPRS.
Аппаратура электроснабжения предназначена для обеспечения изделия электроэнергией и распределения её между различными потребителями.
Устройства подогрева предназначены для подогрева охлаждающей жидкости и масла в дизеле тепловоза.

## История создания и развития
В СССР, в начале 1980-х годов на Северной железной дороге была реализована система прогрева тепловозов при горячем простое от постороннего источника в локомотивных депо Печора и Иваново по проекту Всероссийского научно-исследовательского института железнодорожного транспорта с подачей теплоносителя к месту прогрева от котельной депо. Опыт не был поддержан из-за значительных потерь в сетях, жёсткой привязки локомотива к месту прогрева и ухудшения условий маневровой работы на тракционных путях депо, сложности эксплуатации системы.
В начале 1996 года (05.04.1996г) были зарегистрированы технические условия ТУ У 21945225-002-96 Научно-производственным объединением "Днепротехтранс" (г. Днипро, Украина) на разработанную и прошедшую опытную эксплуатацию на Энергодарской филии ЧАО "Киев-Днепровское МППЖТ" (г. Энергодар, Украина) автоматическую систему электропрогрева тепловозов (АСЭПТ). С 1995 года по 2005 год АСЭПТ успешно выпускался в бортовом и стационарном исполнении для локомотивов типа ТЭМ1, ТЭМ2, ТЭМ7, ЧМЭ3, ТГМ6, ТГМ4, ТГМ23.
Опытная партия систем прогрева была разработана, изготовлена и смонтирована компанией «Дэлвэй Менеджмент» в 2007 году
Весной 2008 компанией ООО «ТЭС» были разработаны и произведены опытные образцы АСПТ и смонтированы на четырёх секциях тепловозов 2ТЭ10Ут приписки локомотивного депо Иваново, а также на двух тепловозах серии ЧМЭ-3 приписки локомотивного депо Ярославль Главный.
В 2009 году компанией ОАО ВНИКТИ было оборудовано некоторое количество тепловозов ЧМЭ-3 и один опытный тепловоз ТЭП70БС автономной системой прогрева собственного производства.
С 2012 года разработкой и внедрением систем прогрева тепловозов маневровых, реализованных на качественно ином уровне, под названием СПТМ «ПАССАТ» занимается компания "НПП «Перспективные технологии машиностроения». Система отличается повышенной степенью надежности и безотказности.